# Stoppord (språkteknologi)
För andra betydelser, se Stoppord.
Stoppord är betydelsefattiga ord som förekommer i nästan alla texter och därför ibland ignoreras/filtreras bort i textsökning, indexering och andra språkteknologiska sammanhang.
Några svenska exempel är i, och, eller, men, en, ett och att.